# Pupilla
Pupilla is een geslacht van weekdieren uit de klasse van de Gastropoda (slakken).

## Soorten
- Pupilla alaskensis Nekola & Coles, 2014
- Pupilla hokkaidoensis Nekola, Coles & S. Chiba, 2014
- Pupilla hudsoniana Nekola & Coles, 2014
- Pupilla iheringi Suter, 1900
- Pupilla muscorum (Linnaeus, 1758)